# Улагање
Улагање или инвестиција (енгл. investment) представља новчане издатке за капитална добра (која чине фабрике, опрема, машине, залихе...) који се користе да би се остварила производња нових добара и услуга. Улагања - готовина, хартије од вредности, друга имовина, укључујући имовинска права, друга права која имају новчану вредност, уложена у предмете предузетничке и (или) друге делатности у циљу остваривања профита и (или) постизања другог корисног ефекта.
Реч инвестиција је латинског порекла (investitio) што значи улагање капитала у неки уносан посао. Основна карактеристика инвестиција је да је то улагање средстава/капитала у неки посао који не доноси одмах корист, већ после извесног времена.

## Инвестиције и ризик
Променљивост индустрије у односу на индустрију зависи више или мање од ризика. У биотехнологији, на пример, инвеститори траже велике профите у компанијама које имају малу тржишну капитализацију, али врло брзо могу да вреде стотине милиона. Ризик је висок јер приближно 90% истраживаних биотехнолошких производа не стигне на тржиште због прописа и сложених захтева у оквиру фармакологије, јер је за лек који се издаје на рецепт у просеку потребно 10 година да се створи и капитал вредан 2,5 милијарди долара.

## Историја
Хамурабијев законик (развијен током његове владавине између 1792-1750. п. н. е.) је обезбедио правни оквир за улагање, успостављајући средства за залог колатерала кодификујући права дужника и повериоца у вези са заложеним земљиштем. Казне за кршење финансијских обавеза нису биле тако строге као за злочине који укључују повреде или смрт.
У средњовековном исламском свету, кирад је био главни финансијски инструмент. Ово је био аранжман између једног или више инвеститора и агента где су инвеститори поверили капитал агенту који је затим трговао са њим у нади да ће остварити профит. Обе стране су тада добиле претходно измирени део добити, иако агент није био одговоран за било какве губитке. Многи ће приметити да је кирад сличан институцији коменде која је касније коришћена у западној Европи, мада се не може са сигурношћу рећи да ли се кирад трансформисао у коменду или су се две институције развиле независно.
Почетком 1900-их, купци акција, обвезница и других хартија од вредности описани су у медијима, академској заједници и трговини као шпекуланти. Од слома Волстрита 1929. године, а посебно до 1950-их, термин инвестиција је почео да означава конзервативнији крај спектра хартија од вредности, док су шпекулације примењивали финансијске брокере и њихове рекламне агенције на хартије од вредности са високим ризиком које су тада биле веома популарне. Од друге половине 20. века, термини шпекулација и шпекулант се посебно односе на подухвате већег ризика.

## Инвестиционе стратегије

### Улагање вредности
Инвеститор вредности купује имовину за коју верује да је потцењена (и продаје прецењену). Да би идентификовао потцењене хартије од вредности, инвеститор вредности користи анализу финансијских извештаја издаваоца да процени хартију од вредности. Инвеститори вредности користе рачуноводствене показатеље, као што су зарада по акцији и раст продаје, како би идентификовали трговање хартијама од вредности по ценама испод њихове вредности.
Ворен Бафет и Бенџамин Грејем су значајни примери вредних инвеститора. Грејамово и Додово основно дело, Безбедносна анализа, написано је након краха Волстрита 1929. године.
Однос цене и зараде (P/E), или умножак зараде, је посебно значајан и признат фундаментални однос, са функцијом дељења цене акције са њеном зарадом по акцији. Ово ће дати вредност која представља суму коју су инвеститори спремни да потроше за сваки долар зараде компаније. Овај однос је важан аспект, због свог способности да служи као мера за поређење процена различитих компанија. Акција са нижим P/E односом коштаће мање по акцији од оног са већим P/E, узимајући у обзир исти ниво финансијског учинка; стога, то у суштини значи да је ниска P/E пожељна опција.

### Улагање у раст
Инвеститори у раст траже инвестиције за које верују да ће вероватно имати већу зараду или већу вредност у будућности. Да би идентификовали такве акције, инвеститори у раст често процењују мере тренутне вредности акција, као и предвиђања будућих финансијских перформанси. Инвеститори у раст траже профит кроз повећање капитала – добитке остварене када се акција прода по вишој цени од оне за коју је купљена. За ову врсту улагања се такође користи вишекратник цене за зараду (P/E); Акције раста ће вероватно имати P/E виши од осталих у својој индустрији. Према аутору Инвестопедије Троју Сигалу и Јулијусу Мансију, добитнику Стејт департментове Фулбрајтове финтех награде за истраживања, улагање у раст је најпогодније за инвеститоре који преферирају релативно краће хоризонте улагања, веће ризике и не траже тренутни новчани ток кроз дивиденде.
Неки инвеститори приписују увођење стратегије улагања у раст инвестиционом банкару Томасу Роу Прајсу млађем, који је тестирао и популаризовао метод 1950. године уводећи свој заједнички фонд, Т. Роу Прајс Гровт Сток фонд. Прајс је тврдио да би инвеститори могли да остваре високе повраћаје „улагањем у компаније којима се добро управља у плодним пољима.“

### Моменатна улагања
Инвеститори момента углавном настоје да купе акције које тренутно доживљавају краткорочни узлазни тренд, и обично их продају када овај замах почне да се смањује. Деонице или хартије од вредности купљене за овај вид инвестирања се често карактеришу по томе што показују константно високе приносе у последњих три до дванаест месеци. Међутим, на медвеђем тржишту, моментно инвестирање укључује и краткорочну продају хартија од вредности акција које доживљавају опадајући тренд, јер се верује да ће ове акције наставити да опадају у вредности. У суштини, замах улагања се генерално ослања на принцип да ће акције у сталном растућем тренду наставити да расту, док ће акције у сталном паду наставити да опадају.
Економисти и финансијски аналитичари нису постигли консензус о ефикасности коришћења стратегије моментног улагања. Уместо да процењују оперативне перформансе компаније, моментни инвеститори користе линије тренда, покретне просеке и индекс просечног усмерења (ADX) да би утврдили постојање и снагу трендова.

### Просечна цена долара
Верује се да је термин „просек трошкова долара“ први пут сковао 1949. године економиста и писац Бенџамин Грејам у својој књизи Интелигентни инвеститор. Грејам је тврдио да ће инвеститори који користе DCA „вероватно завршити са задовољавајућом укупном ценом за све [њихове] поседе“.

## Познати инвеститори
Инвеститори познати по свом успеху укључују Ворена Бафета, који је био на другом месту на списку Форбс 400 магазина Форбс из марта 2013. године. Бафет је у бројним чланцима и интервјуима саветовао да је добра стратегија улагања дугорочна и да је дубинска анализа кључ за улагање у праву имовину.
Едвард О. Торп је био веома успешан менаџер хеџ фондова током 1970-их и 1980-их који је говорио о сличном приступу.
Инвестициони принципи оба ова инвеститора имају заједничке тачке са Келијевим критеријумом за управљање новцем. Бројни интерактивни калкулатори који користе Келијев критеријум могу се наћи на интернету.